# جينات متراكمة
الجينات المتراكمة هي تلك الجينات الموجودة الحمض النووي للكائن الحي وتحمل بعض الأنواع من الصفات الوراثية وتلك الصفات هي متدرجة في شدتها ويكفى جين واحد سائد لظهور تلك الصفة ولكن تزداد درجة الصفة كلما زاد عدد الجينات السائدة التي يرثها الجيل الأول من أبويه.
ومن أمثلة الصفات التي تحملها الجينات التراكمية:-
- لون البشرة في الإنسان: فأنت لاتجد أن لون بشرة البشر متدرجة وليست كلها درجة واحدة أو درجتين فالأبيض درجات والأسمر درجات
- لون العينين في الإنسان
- طول قامة الإنسان

لون العين في الإنسان
ان لون عين الشخص ينتج عن تصبغ قزحية العين وبمقدار درجة وجود الصبغ يكون لون العين والذي يتدرج بين البشر بين الأزرق والأخضر والبني بدرجاتهم ويعتبر اللون البني للقزحية هو الأكثر شيوعاً في الإنسان بينما تمثل الألوان الأفتح كالأزرق والأخضر نسبة كبيرة بين ذوي الأعراق الأوربية.
و قد وجد العلماء أن لون العين يعتمد علي مجموعة من الجينات المسؤولة عن تصنيع ونقل وتخزين صبغ يدعى الميلانين ويعتمد اللون النهائي للعين على كمية وجود صبغ الميلانين في الطبقات الأمامية للقزحية. بحيث أن ذوي الأعين البنية تحتوي قزحيتهم على كمية كبيرة من الميلانين بينما ذوي الأعين الزرقاء تحتوي قزحيتهم على كمية أقل كثيراً من الميلانين.
و تلعب منطقة محددة على الكروموسوم رقم 15 دوراً رئيسياً في لون العين باحتوائها على جينين متقاربين جداً وهما OCA2 و HERC2 . حيث أن البروتين بي (P) الذي ينتجه الجين OCA2 يدخل في عملية انضاج الميلانوسومات وهي التراكيب الخلوية المسؤولة عن إنتاج وتخزين صبغ الميلانين، ولقد وجد أن تنوعات كثيرة في الجين OCA2 ينتج عنها نقص بروتين بي (P) المنتج مما ينتج عنه لون عين فاتح كالأزرق.

## مواضيع متعلقة
- مورثة كاذبة
- وراثة
- علم الجينوم
- حمض نووي ريبوزي منقوص الأكسجين
- حمض نووي ريبوزي
- نوكليوتيد
- بروتين
- تعبير جيني
- علاج جيني
- عائلة جينية
- خوارزميات جينية
- علبة تماثلية
- مشروع الجينوم البشري
- توصيل جين
- تحليل الجينات
- تقنية إنتاج حيوانات مهندسة جينيا
- FOXM1